# Ellen Nikolaysen
Ellen Nikolaysen (née le 10 décembre 1951 à Oslo) est une chanteuse et actrice norvégienne.

## Biographie
Ellen Nikolaysen fait ses débuts dans la chanson en 1973 et représente la Norvège au Concours Eurovision de la chanson, en interprétant It's Just A Game. Elle finit à la 7e place et participe ensuite à l'édition de 1975.
En 1974, elle est la lauréate du Yamaha Music Festival.